# George Ashley Campbell
George Ashley Campbell (* 27. November 1870 in Hastings, Minnesota; † 10. November 1954) war ein amerikanischer Nachrichtentechniker und neben Karl Willy Wagner Mitbegründer der Theorie der elektrischen Filter.
Er graduierte 1891 am MIT und erwarb 1893 den Master an der Harvard-Universität. Daraufhin verbrachte er drei Jahre mit Studienarbeiten in Göttingen, Wien und Paris. Im Jahre 1897 ging er zu American Telephone & Telegraph. 1901 erwarb er den Doktorgrad.
1903 wurde Campbell in die American Academy of Arts and Sciences gewählt. 1940 erhielt er die AIEE Edison Medal.
| Personendaten    | Personendaten           |
| ---------------- | ----------------------- |
| NAME             | Campbell, George Ashley |
| KURZBESCHREIBUNG | amerikanischer Physiker |
| GEBURTSDATUM     | 27. November 1870       |
| GEBURTSORT       | Hastings                |
| STERBEDATUM      | 10. November 1954       |